# Avro Vulcan
Avro Vulcan é um bombardeiro estratégico de grande autonomia fabricado na Inglaterra pela Avro.
Facilmente identificado por suas asas em delta, foi um dos três modelos do chamado trio mágico da Real Força Aérea, os V Bombers, sobre o qual repousou por mais tempo a dissuasão nuclear da Inglaterra. Notável bombardeiro tático a baixa altura (versão B.2). Não transportava armamento defensivo.
O protótipo efetuou o seu primeiro voo de ensaio em 1952. Mas foi somente em 1957 que a versão B.Mk1 começou a equipar os esquadrões da RAF. O Vulcan deixou o serviço na RAF no início dos anos 80, não antes, porém, de realizar em 1982 sua única missão de combate real: raides extremamente longos com o código "Black Buck", quando bombardearam a pista e as instalações de radar de Port Stanley, durante a Guerra das Malvinas. 
Durante uma dessas missões, em 3 de junho de 1982, um Vulcan (nº XM597) sofre uma pane hidráulica e não consegue efetuar o reabastecimento em voo. Para não cair no mar, invade o espaço aéreo brasileiro sendo interceptado por caças Northrop F-5E Tiger II até o Aeroporto do Galeão, no Rio de Janeiro, onde faz um pouso de emergência, causando um incidente diplomático entre Argentina, Brasil e Grã Bretanha. Após sete dias retido, o avião é autorizado a retornar à sua base na ilha de Ascensão
| Avro XM 597 |
| \| \| \| Durante a Guerra das Malvinas o Avro Vulcan XM 597 fez um pouso de emergência no Aeroporto do Galeão em 1982. Hoje a aeronave repousa no National Museum of Flight, em East Lothian, Escócia. \| |
| {{{caption}}} |
| Durante a Guerra das Malvinas o Avro Vulcan XM 597 fez um pouso de emergência no Aeroporto do Galeão em 1982. Hoje a aeronave repousa no National Museum of Flight, em East Lothian, Escócia.             |

## Variantes
- B.1

A série inicial de produção.
- B.1A

B.1 com "contra-medidas eletrônicas" (CME) no cone do bico.
- B.2

Desenvolvimento do B.1 com as características do B.1A e equipado com motor Olympus 201-202 de 17.000 lbf (76 kN).
- B.2 (MRR)

Nove aeronaves convertidas para Maritime Radar Reconnaissance (MRR) - (Radar de Reconhecimento Marítimo).
- K.2

Seis B.2 convertidos para reabastecimento aéreo.

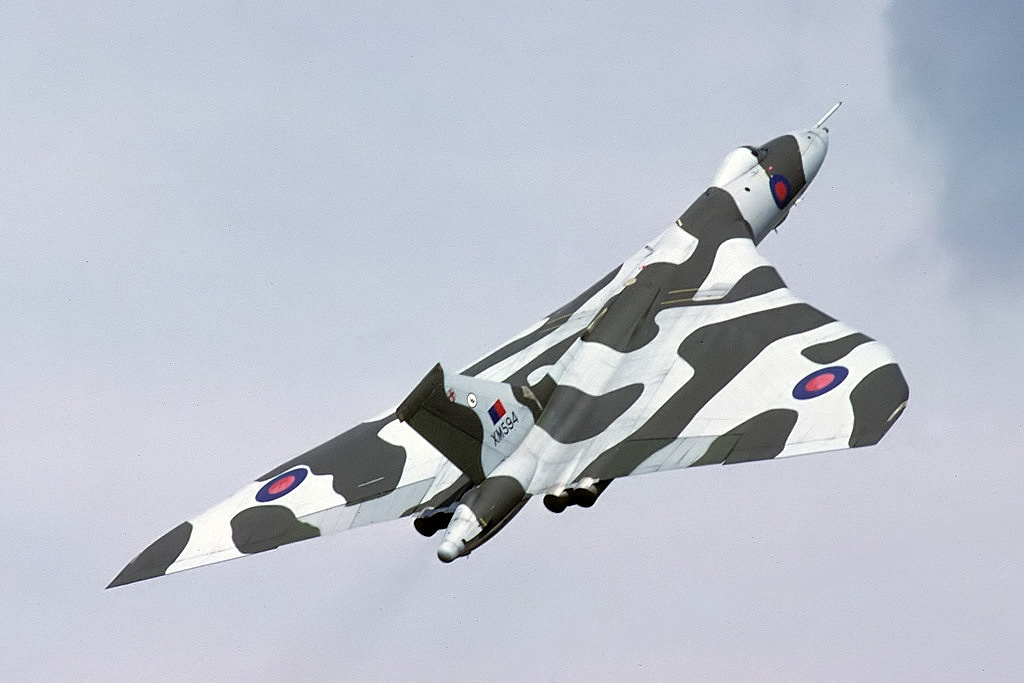
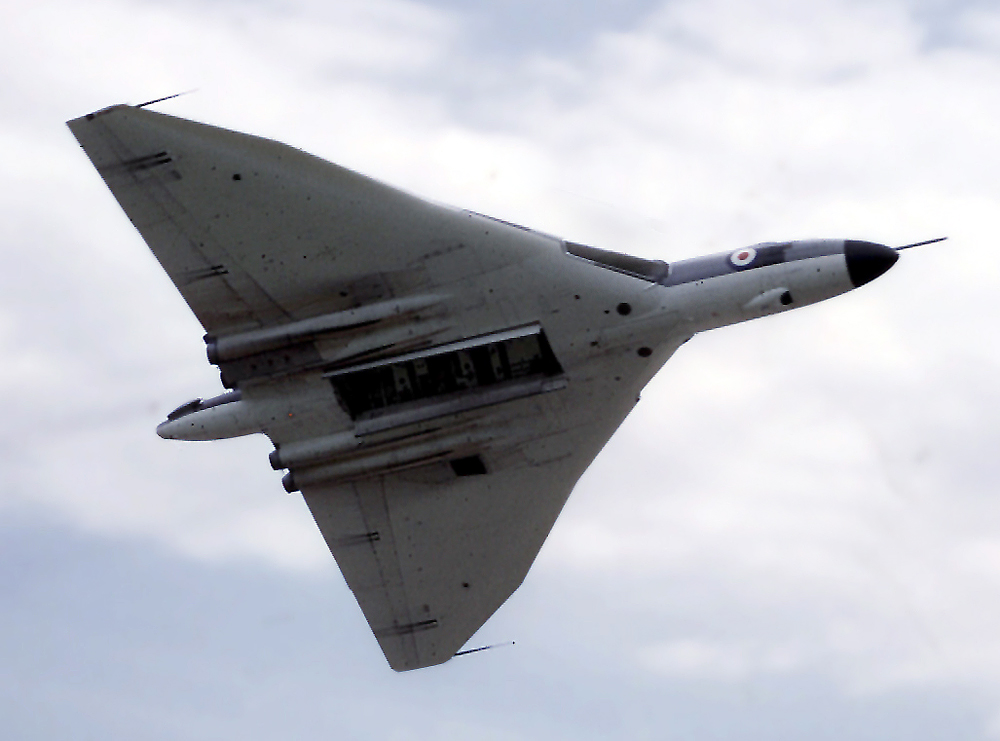
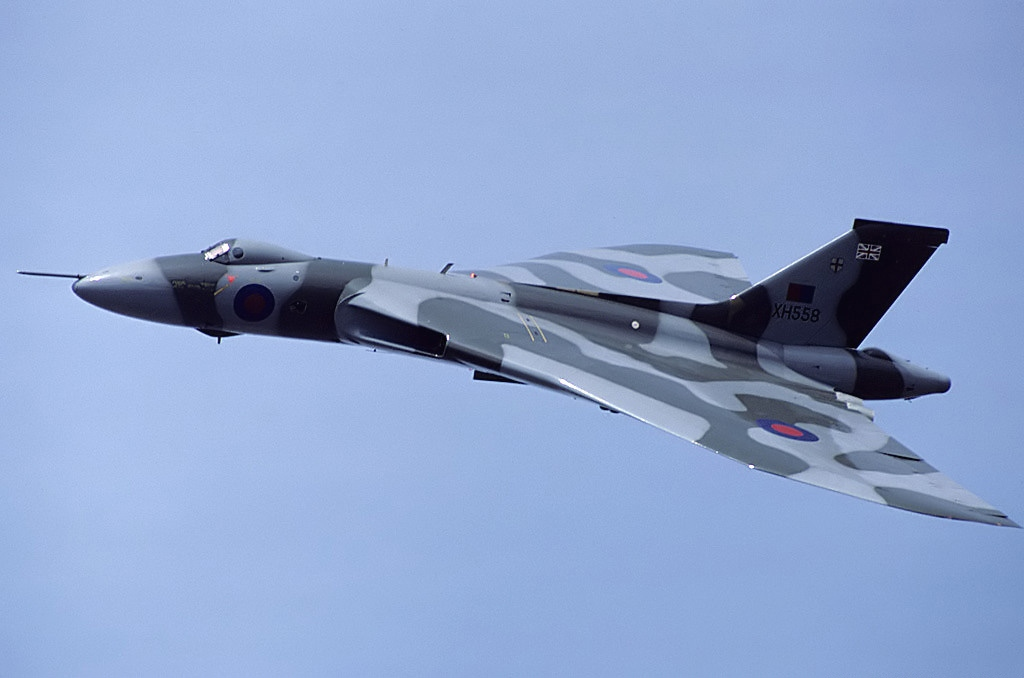
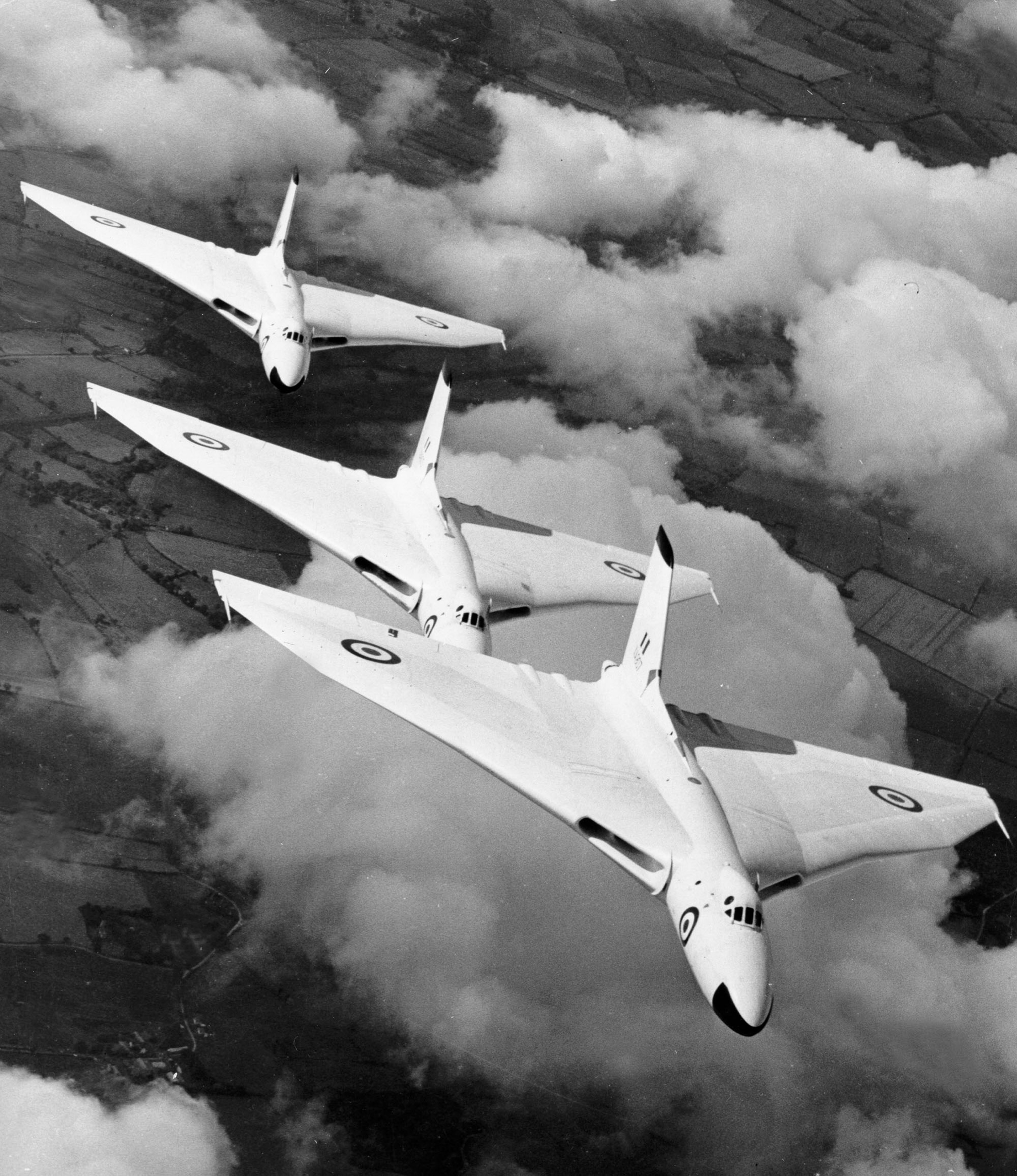
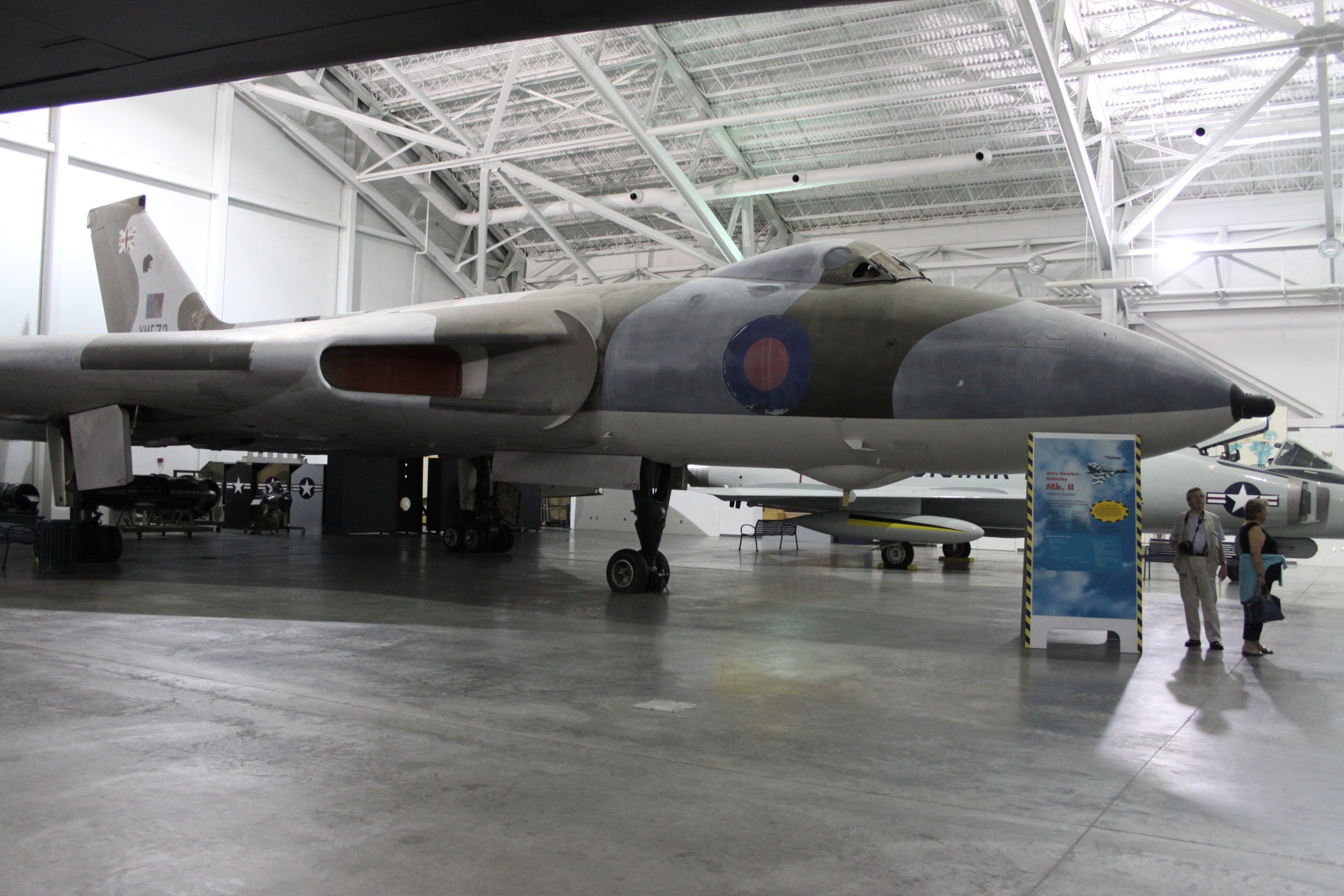

### Comparação das versões
|                                            | B.1                                                                             | B.1A                                                                            | B.2 | B.2 (MRR)                                       | K.2                                             |
| ------------------------------------------ | ------------------------------------------------------------------------------- | ------------------------------------------------------------------------------- | --- | ----------------------------------------------- | ----------------------------------------------- |
| Envergadura                                | 99,4 ft (30 m)                                                                  | 99,4 ft (30 m)                                                                  | 111 ft (34 m)                                                                                            | 111 ft (34 m)                                   | 111 ft (34 m)                                   |
| Comprimento                                | 97,07 ft (30 m)                                                                 | 105,51 ft (32 m) [99,9 ft (30 m) sem sonda]                                     | 105,51 ft (32 m) [99,9 ft (30 m) sem sonda]                                                              | 105,51 ft (32 m) [99,9 ft (30 m) sem sonda]     | 105,51 ft (32 m) [99,9 ft (30 m) sem sonda]     |
| Altura                                     | 26 ft 6 in (8,08 m)                                                             | 26 ft 6 in (8,08 m)                                                             | 27 ft 1 in (8,26 m)                                                                                      | 27 ft 1 in (8,26 m)                             | 27 ft 1 in (8,26 m)                             |
| Área alar                                  | 3 554 sq ft (330,18 m2)                                                         | 3 554 sq ft (330,18 m2)                                                         | 3 964 sq ft (368,27 m2)                                                                                  | 3 964 sq ft (368,27 m2)                         | 3 964 sq ft (368,27 m2)                         |
| Peso máximo de decolagem                   | 167 000 lb (76 000 kg) 185 000 lb (84 000 kg) (necessidade operacional)         | 167 000 lb (76 000 kg) 185 000 lb (84 000 kg) (necessidade operacional)         | 204 000 lb (93 000 kg)                                                                                   | 204 000 lb (93 000 kg)                          | 204 000 lb (93 000 kg)                          |
| Velocidade de cruzeiro                     | Mach .86 indicado                                                               | Mach .86 indicado                                                               | Mach .86 indicado                                                                                        | Mach .86 indicado                               | Mach .86 indicado                               |
| Velocidade máxima                          | Mach .95 indicado                                                               | Mach .95 indicado                                                               | Mach .93 indicado (Mach .92 com motor 301)                                                               | Mach .93 indicado                               | Desconhecido                                    |
| Teto de serviço                            | 55 000 pé (17 000 m)                                                            | 55 000 pé (17 000 m)                                                            | 45 000 pé (14 000 m) à 56 000 pé (17 068,80 m)                                                           | 45 000 pé (14 000 m) à 56 000 pé (17 068,80 m)  | 45 000 pé (14 000 m) à 56 000 pé (17 068,80 m)  |
| Sistema elétrico                           | 112V DC                                                                         | 112V DC                                                                         | 200V AC trifásico 400 Hz                                                                                 | 200V AC trifásico 400 Hz                        | 200V AC trifásico 400 Hz                        |
| Sistema elétrico de emergência             | Bateria                                                                         | Bateria                                                                         | Turbina de ar de impacto e Auxiliary power unit                                                          | Turbina de ar de impacto e Auxiliary power unit | Turbina de ar de impacto e Auxiliary power unit |
| Motores                                    | 4 × Bristol Olympus 101, 102 or 104                                             | 4 × Bristol Olympus 104                                                         | 4 × Bristol Siddeley Olympus 200-series, 301                                                             | 4 × Bristol Siddeley Olympus 200-series         | 4 × Bristol Siddeley Olympus 200-series         |
| Capacidade de combustível (principal)      | 9,280 gal (74,240 lb avtur)                                                     | 9,280 gal (74,240 lb avtur)                                                     | 9,260 gal (74,080 lb avtur)                                                                              | 9,260 gal (74,080 lb avtur)                     | 9,260 gal (74,080 lb avtur)                     |
| Capacidade de combustível (doca de bombas) | Nenhum                                                                          | Nenhum                                                                          | 0-1990 gal (15,920 lb avtur)                                                                             | 1990 gal (15,920 lb avtur)                      | 2985 gal (23,880 lb avtur)                      |
| Controles de força de voo                  | 1 x rudder (duplex), 4 x elevadores, 4 x ailerons                               | 1 x rudder (duplex), 4 x elevadores, 4 x ailerons                               | 1 x rudder (duplex), 8 x elevons                                                                         | 1 x rudder (duplex), 8 x elevons                | 1 x rudder (duplex), 8 x elevons                |
| Armamento                                  | 1 × Bomba nuclear de queda livre ou 21 × 1 000 lb (450 kg) bombas convencionais | 1 × Bomba nuclear de queda livre ou 21 × 1 000 lb (450 kg) bombas convencionais | 1 × Míssil Blue Steel ou 1 × Bomba nuclear de queda livre ou 21 × 1 000 lb (450 kg) bombas convencionais | Nenhuma                                         | Nenhuma                                         |